# Берли, Никола
Никола Энн Берли — британская актриса, наиболее известная по ролям в фильмах «Рожденные равными», «Убийственные красотки», «Морская прогулка» и «Уличные танцы 3D».

## Биография
Никола родилась 26 декабря 1986 года в Лидсе, Уэст-Йоркшир. Бывшая ученица Высшей школы «Leeds' Intake», Берли также занималась в Северной школе современного танца в своем городе. Также в течение пяти лет посещала школу театральных танцев Уолтона.
Карьеру Никола начала в 2005 году — она снялась в роли Мишель в драме Доминика Сэваджа «Любовь + Ненависть». По сюжету, жизнь Мишель тесно переплетается с одной пакистанской семьей — она влюбляется в Адама, её коллега-расист — в его сестру Насиму, а друг Адама избивает их отца. Также в ноябре 2005 года Берли появилась в качестве приглашенного гостя в телесериале «Отдел призраков», а в феврале 2006 — в сериале «Бесстыдники». В сентябре 2006 года Берли получила свою первую главную роль в телесериале «Goldplated», однако вторая серия так и не увидела свет из-за низких рейтингов.
В ноябре 2006 года Никола Берли получила хорошие отзывы критиков за роль Зои в драме телеканала «BBC» «Born Equal». Телеканал представил шоу как «способ показать социальное неравенство в Британии сегодняшнего дня». В фильме, режиссёром и сценаристом которого выступил Доминик Сэведж, также снимались Роберт Карлайл, Энн-Мари Дафф и Колин Фёрт. Также Никола снималась в фильме телеканала «BBC» «Убийственные красотки». В 2010 году она снялась в одной из главных ролей в танцевальном фильме «Уличные танцы 3D» вместе с Джорджем Сэмпсоном.
Театральные работы Николы Берли включают в себя заглавную роль в постановке театра Лидса «West Yorkshire Playhouse» «Bollywood Jane» и роль Констанции в постановке «Amadeus».

## Фильмография
- 2005 — Любовь + Ненависть
- 2005 — Отдел призраков
- 2006—2007 — Drop Dead Gorgeous
- 2006 — Позолоченное
- 2006 — Рожденные равными
- 2007 — Льюис
- 2008 — Морская прогулка
- 2008 — Каратель
- 2008 — Призраки:Код 9
- 2009 — Удар
- 2010 — Уличные танцы 3D
- 2010 — SoulBoy
- 2010 — Край
- 2010 — Candy Cabs
- 2011 — Scott & Bailey
- 2011 — Грозовой перевал
- 2011 — R Val;
- 2012 — Jump
- 2012 — Payback Season
- 2012 — Twenty8k
- 2013 — За тех, кто в море
- 2015 — Аббатство Даунтон (6 сезон)